# رگ اتول
رگ اتول (انگلیسی: Reg Attwell؛ ۲۳ مارس ۱۹۲۰ – ۱ دسامبر ۱۹۸۶) بازیکن فوتبال اهل بریتانیا بود.
از باشگاه‌هایی که در آن بازی کرده‌است می‌توان به باشگاه فوتبال وستهام یونایتد، باشگاه فوتبال برنلی، و باشگاه فوتبال برادفورد سیتی اشاره کرد.
وی همچنین در تیم ملی فوتبال Football League XI بازی کرده‌است.